# Think About Us
"Think About Us" é uma canção do girl group britânico Little Mix com a participação do rapper norte-americano Ty Dolla Sign. Foi composta pelo próprio rapper, Camille Purcell, Linus Nordstrom e Frank Nobel, sendo produzida por Camille, Goldfingers e Louis Bell. A faixa foi lançada em 25 de janeiro de 2019, através da RCA, servindo como o segundo single do álbum, LM5.

## Antecedentes e composição
Antecedendo o lançamento do álbum, LM5, o grupo começou a disponibilizar prévias das canções nas suas contas do twitter e instagram. Em 22 de janeiro, o grupo publicou em suas redes sociais a data de lançamento do single, uma parceria com o rapper Ty Dolla Sign seguida das datas do lançamento da canção nas plataformas de streaming. A canção foi composta por Tyrone William Griffin, Camille Purcell, Linus Nordstrom e Frank Nobel, sendo produzida por Camille, Goldfingers e Louis Bell.

## Faixas e formatos
A canção esta disponível em duas versões, uma com a participação do rapper Ty Dolla Sign e outra sem, versão presente no álbum LM5.
| Download digital e streaming |                                      |         |  |
| N.º                          | Título                               | Duração |  |
| 1.                           | "Think About Us"                     | 3:55    |  |
| 2.                           | "Think About Us feat. Ty Dolla Sign" | 3:54    |  |

## Recepção da crítica
Madeline Roth da MTV disse "as inflexões minimalistas da canção tropical house continuam no trato, mas Ty proporciona um sabor extra com barras sobre "manter o compromisso" para sua garota e regando - a  com produtos de grife." "Let me put some drip on you / Vivienne Westwood, let me put Chanel on you / Got you Balenciaga, YSL on you / Girl, you're a goddess,"  ele oferece, antes que as garotas entrem com um refrão final explosivo. Brittany Spanos da revista Rolling Stone disse sobre a canção, "uma crescente, forte balada dançante; o grupo questiona se o parceiro está tão envolvido no relacionamento como elas estão. O verso de Ty Dolla $ign oferece um pouco de resposta no final da faixa, quando ele canta sobre como ele está igualmente consumido pela insegurança".

## Vídeoclipe
O vídeoclipe da canção foi anunciado no mesmo dia do anúncio do single, 22 de janeiro. A estreia do mesmo ficou para uma semana do lançamento na plataformas de streaming, no dia 1 de fevereiro de 2019. O videoclipe acabou por ser lançado em 15 de fevereiro, por motivos desconhecidos.

### Antecedentes
O clipe da canção foi dirigido por Bradley & Pablo, que descreveram o seu trabalho como: "Queríamos ajudar a continuar sua missão de mostrar uma versão de si que parecia mais autêntica ou honesta."

### Sinopse
O vídeo começa com Perrie deitada em um prado com borboletas ao seu redor e depois todod o grupo junto em uma sala branca perolada usando roupas de látex branco combinando. Jade aparece dançando na neve seguido por Jesy dançando com um homem na frente de um cenário de por do sol. Leigh-Anne também está dançando com um cara, seu verdadeiro namorado Andre Gray em uma motocicleta com uma iluminação verde. Ty Dolla Sign faz sua participação em duas ocasiões ao lado do grupo, junto de uma massa de pessoas incluindo o girlgroup, e em seguida, em um fundo branco vestindo capuz.

## Performances ao vivo
Little Mix performou "Think About Us" pela primeira vez no programa britânico "The Graham Norton Show", em dezembro de 2018.  No especial The BRITs Are Coming, onde foi revelado os indicados da premiação, o grupo também performou a canção junto de uma banda. Em 1 de fevereiro de 2019 o grupo performou a canção durante a nonagésima temporada da versão holandesa do reality The Voice.

## Créditos
Lista-se abaixo todos os profissionais envolvidos na elaboração de "Think About Us", de acordo com o serviço Tidal:
- Little Mix: vocalistas
- Camille Purcell: vocalista de apoio, tecladk, piano, programadora, compositora, letrista, produtora vocal
- Linus Nordstrom: teclado, piano, Programmer, compositor, letrista
- Frank Nobel: vocalista de apoio, teclado, piano, programador, compositor, letrista
- Victor Bolander: compositor, letrista
- Tyrone Griffin, Jr.: compositor, letrista, vocalista
- Goldfingers: produtor, produtor vocal
- Louis Bell: produtor
- Liam Nolan: assistente vocal
- Jason Elliott: assistente vocal
- Joe Kearns: assistente vocal, produtor vocal
- Phil Tan: assistente de mixagem
- Bill Zimmerman: assistente
- James Royo: assistente de mixagem, assistente vocal
- Randy Merrill: assistente de masterização

## Charts
| Chart (2019)                          | Melhor posição |
| ------------------------------------- | -------------- |
| Bélgica (Ultratip Flandres)           | 14             |
| Bélgica (Ultratip Wallonia)           | 43             |
| Escócia (Official Charts Company)     | 9              |
| Irlanda (IRMA)                        | 36             |
| Israel (Media Forest TV Airplay)      | 10             |
| Nova Zelândia (Hot Single Chart)      | 26             |
| Países Baixos (Tipparade)             | 14             |
| Reino Unido (Official Charts Company) | 23             |
| Roménia (Airplay 100)                 | 79             |

## Certificações
| Brasil | PMB  | Platina | 40,000‡  | [ 24 ] |
| Polónia | ZPAV | Ouro    | 10,000‡  | [ 25 ] |
| Reino Unido | BPI  | Prata   | 200,000‡ | [ 26 ] |
| * Número de vendas definido com base apenas no nível de certificação. ^ Número de embarques definido com base apenas no nível de certificação. ‡vendas+streaming definido com base apenas no nível de certificação. |      |         |          |        |

## Histórico de lançamento
| País   | Data                    | Formato                    | Versão | Gravadora                   | Ref.   |
| ------ | ----------------------- | -------------------------- | ------ | --------------------------- | ------ |
| Mundo  | 16 de novembro de 2018  | Streaming download digital | álbum  | Columbia Records Syco Music | [ 27 ] |
| Mundo  | 25 de janeiro de 2019   | Streaming download digital | single | RCA                         | [ 28 ] |
| Itália | 22 de fevereiro de 2019 | Contemporary hit radio     | single | Sony Music                  | [ 29 ] |